# محمد السكتاوي
محمد السكتاوي (مواليد 7 مارس 1952 بالقصر الكبير وتوفي في 4 يناير 2025) كان ناشطا في مجال حقوق الانسان بالمغرب ورئيسا لفرع منظمة العفو الدولية في المغرب

## مسيرته
بدأت مسيرته المهنية أستاذًا للغة العربية في سبعينيات القرن العشرين بمدينة الرباط. خلال هذه الفترة انخرط في العمل السياسي والنقابي ضمن حزب الاتحاد الوطني للقوات الشعبية اليساري وفي الاتحاد الاشتراكي بعد ذلك و انضم أيضا كمناضل في حزب الطليعة. كما كانت له نشاطات نقابية من خلال النقابة الوطنية للتعليم.
سنة 1978 اعتُقل على خلفية إضراب 20 يونيو في سجن العلو بالرباط وأوقف عن عمله أستاذًا، وكانت فرصة بالنسبة له للحصول على الليسانس في العلوم القانونية من كلية الحقوق بالرباط.
كان من المساهمين في إنشاء الفرع المغربي لمنظمة العفو الدولية سنة 1994. وتولى منصب المدير العام للفرع منذ تأسيسه رسميًا عام 1998. عمل من خلال منصبه على تعزيز حقوق الإنسان من خلال برامج تدريبية وشراكات مع مؤسسات حكومية ومدنية، بما في ذلك تنظيم ورشات لفائدة مديري السجون و المشتغلين في المجال التربوي حول مبادئ حقوق الإنسان. كما ساهم في تأسيس الائتلاف المغربي ضد عقوبة الإعدام وائتلاف الانضمام للمحكمة الجنائية الدولية. كما كانت له مواقف عديدة مناهضة للحروب والانتهاكات التي تمارس على الشعب الفلسطيني خصوصا وحقوق اللإنسان الكونية عموما.
شغل محمد السكتاوي منصب رئيس منظمة التضامن الجامعي المغربي، -وهي جمعية مغربية تشتغل في الدفاع عن الشغيلة التعليمية وحماية حقوقها- في الفترة الممتدة من سنة 2005 إلى سنة 2011. عمل على تطوير الجمعية وإعادة هيكلتها على أسس ديمقراطية. شهدت الجمعية تطورًا ملحوظًا في خدماتها المقدمة لنساء ورجال التعليم، مع التركيز على الدفاع عن كرامة الأسرة التعليمية وتعزيز مكانتها الاجتماعية. كما عمل على توطيد العلاقات مع منظمات حقوقية أخرى، مثل منظمة العفو الدولية، من خلال شراكات وحملات مشتركة لتعزيز حقوق الإنسان والارتقاء بالمنظومة التربوية في المغرب.

## أعماله الأدبية
قدم محمد السكتاوي عددا من الدواوين الشعرية من بينها:
- الشرفات الأربعون
- أناجيل الأندلس
- خلاءات[8][9]

## تكريمات
سنة 2018 تم تكريم محمد السكتاوي من قبل المجلس الوطني لحقوق الانسان بالمغرب تقديرا لمسيرته النضالية والحقوقية. في نفس السنة تم تكريمه من طرف منظمة التضامن الجامعي.

## وفاته
توفي محمد السكتاوي في 4 يناير 2025 في إحدى العيادات الخاصة بالرباط بعد صراع طويل مع المرض.